# Jimi Blue Ochsenknecht
Jimi Blue Ochsenknecht (født 27. december 1991 i München) er en tysk skuespiller og pop-rapper. 
Han er sønnen af de to tyske skuespiller Uwe og Natascha Ochsenknecht. Han har tre søskende, Wilson Gonzalez som også er skuespiller, Cheyenne Savannah og en halvbror. 

## Karriere
I 2000 havde han sin første rolle i Filmen "Erleuchterung Garantiert" hvor han spillede sammen med sin far og sin bror Wilson. Men kendt blev han først med rollen Leon i den tyske familiefilm Die Wilden Kerle – Alles ist gut so lange du wild bist! Han spillede sammen med sin bror i de følgende film Die Wilden Kerle 2-5. 
For den første film fik Jimi Blue og hans bror prisen Undine Awards som de bedste tyske ungskuespillere.
I 2007 lavede han så sit første Album "Mission Blue." Hans sange blev skrevet af Rob Tyger, Kay Denar, Marc Mozart, Michael Cretu og Felix Gauder. 
Han betegner sin musikstil som en blanding HipHop, Dance og RnB. Hans forbillede er Justin Timberlake. 

## Film
- 1999: Erleuchtung garantiert
- 2003: Die Wilden Kerle – Alles ist gut, solange du wild bist!
- 2005: Auf den Spuren der Vergangenheit
- 2005: Die Wilden Kerle 2
- 2006: Die Wilden Kerle 3 – Die Attacke der Biestigen Biester
- 2007: Die Wilden Kerle 4 – Der Angriff der Silberlichten
- 2008: Die Wilden Kerle 5 – Hinter dem Horizont
- 2008: Sommer
- 2009: Gangs

## Premier
- 2005: Bravo Otto i Bronze
- 2006: Bravo Otto i Silber
- 2007: Bravo Otto i Gold
- 2007: Jetix Award
- 2008: Steiger Award 2008
- 2008: New Faces Award

## Singles
År 	Titel 	Chartposition 	Bemærkninger
D Au CH
2007 	I’m Lovin … (L.R.H.P.)
Mission Blue 	5 	8 	23 	Den udkom : 12. Oktober 2007
2008 	All Alone
Mission Blue 	13 	26 	– 	Den udkom: 11. Januar 2008
2008 	Hey Jimi
Mission Blue 	24 	26 	46 	Den udkom: 28. März 2008
2008 	The One (Thom mit Jimi Blue)
Sommer OST 	54 	74 	– 	Den udkom: 18. April 2008 [4]
2008 	Key to the City
Sick Like That 	13 	24 	– 	Den udkom: 20. September 2008
2008 	Best Damn Life
Sick Like That 	67 	– 	– 	Den udkom: 21. November 2008 